# Hội chứng sợ thời gian trôi
Hội chứng sợ thời gian trôi, có tên khoa học là Chronophobia, là sự lo lắng trong những khoảng thời gian trôi qua. Hội chứng sợ thời gian trôi đặc biệt phổ biến đối với tù nhân và người già, nhưng nó đồng thời còn có thể biểu hiện ở bất kỳ người nào mà phải chịu đựng một số lượng căng thẳng đáng kể hoặc lo lắng trong cuộc sống của họ.

## Nguyên nhân và các yếu tố gây nên hội chứng
Trong cuốn sách Hội chứng sợ thời gian trôi: Thời gian trong nghệ thuật của những thập niên 1960 (Chronophobia: On Time in the Art of the 1960s) viết bởi Pamela Lee,  Hội chứng sợ thời gian trôi được mô tả là "một sự trải qua các cảm giác không hài lòng và lo lắng về thời gian, cảm giác rằng các sự kiện đang diễn ra quá nhanh và do đó khó có thể hiểu được".Peter PaulAnnas Lichtenstein với lời nhận xét của mình về cuốn sách, ông đã tiết lộ rằng hội chứng này có thể được gây ra bởi sự trải qua những đau thương trong thời thơ ấu của một người, hoặc do di truyền học, hoặc do bị giam giữ, hoặc do tuổi già. Một người có thể bị mắc phải hội chứng sợ thời gian trôi bởi di truyền sau khi trải qua chấn thương do suy thượng thận. Những người có những căn bệnh này dễ bị lo âu và sợ hãi hơn. Khi một người bị giam giữ, họ sẽ phải trải qua một cảm giác lo âu với mức độ cao hơn. Căng thẳng của nhà tù khiến tù nhân đặc biệt gặp rủi ro đối với tinh thần và thể chất. Việc đếm ngược những ngày cho đến khi họ được thả rất phổ biến đối với các tù nhân. Người già cũng có nhiều rủi ro về tinh thần hơn vì họ cảm thấy rằng cái chết gần hơn so với trước đây trong đời họ. Các mối đe dọa của cái chết có thể gây ra một cảm giác lo sợ dẫn đến mắc phải hội chứng sợ thời gian trôi.

## Ảnh hưởng
Có hai nhóm chính bị ảnh hưởng bởi hội chứng sợ thời gian trôi. Những nhóm này liên quan đến tù nhân và người già. Thường được gọi là Prison Neurosis(chứng loạn thần kinh của tù nhân), hội chứng sợ thời gian trôi có thể ảnh hưởng đến việc bị giam giữ. Bởi vì khoảng thời gian tù nhân bị giam giữ có thể kéo dài và vì không gian mà họ được phép chia sẻ với những người khác bị giới hạn hạn hẹp, họ có thể phát triển các triệu chứng tâm lý của hội chứng sợ thời gian trôi.
Một số triệu chứng khác của hội chứng sợ thời gian trôi bao gồm ảo tưởng, không hài lòng với cuộc sống, sợ hãi, lo âu, và cảm giác hoảng sợ và điên rồ. Người cao tuổi cũng cho thấy những triệu chứng của hội chứng sợ thời gian trôi. Khi họ cảm thấy rằng cuộc sống của họ sắp kết thúc, họ bắt đầu sợ hãi thời gian bởi vì nó đe dọa sự tồn tại của họ. Khi một người già đi, sự trao đổi chất của họ chậm lại. Người cao tuổi có thể tin rằng kết quả của sự trao đổi chất chậm chạp của họ dẫn đến bộ não của họ không hoạt động tốt, điều này làm cho những người mắc hội chứng sợ thời gian trôi sẽ ngày càng trầm trọng thêm. Một loại sợ hãi khác nằm trong hội chứng sợ thời gian trôi là nỗi sợ khi phải chờ đợi trong một khoảng thời gian dài.